# World Genseiryu Karatedo Federation
De World Genseiryu Karatedo Federation (WGKF) is de organisatie van een van de scholen binnen de karatestijl Genseiryu.

## Oprichting
De karatestijl Genseiryu werd ontwikkeld door Seiken Shukumine (1925-2001). Tot aan zijn dood stond sensei Shukumine, als grondlegger van Genseiryu aan het hoofd van zijn eigen stijl. Echter, sinds 1962 hield hij zich hoofdzakelijk bezig met Taido en kon niet meer veel zaken omtrent Genseiryu behartigen, buiten sporadische lessen en examens, die hij een enkele keer nog afnam van hoog-gegradueerde Genseiryu-instructeurs. Sensei Shukumine hield een vriendschappelijke relatie met de leraren van Genseiryu die deze tak van het karate voortzetten. Sensei Shukumine wees een hoofdinstructeur aan voor de wereld genseiryu karatedo. De eerste die hij aanwees was sensei Yamada. Toen deze ernstig ziek werd, benoemde hij sensei Saito tot zijn opvolger. Later werd deze weer opgevolgd door de huidige hoofdinstructeur sensei Yasunori Kanai.
Vandaag de dag zijn er wereldwijd veel Genseiryu-clubs die sensei Shukumine eren door zijn stijl te volgen zoals hij het zelf beoefende. Deze clubs zijn verenigd in een federatie genaamd de World Genseiryu Karatedo Federation, waarvan sensei Kanai tot president is benoemd. De Japanse tak van deze genseiryu-stijl is de "Genseiryu Karatedo Honbo Dojo" in Ito, Japan. Ook hiervan is sensei Kanai president. Deze dojo maakt tevens deel uit van de WGKF.
De WGKF heeft zijn hoofdkantoor in Ito, de plaats waar sensei Shukumine voor vele jaren woonde en waar hij nu ligt begraven. De Japanse tak van het Genseiryu, dus Genseiryu Karatedo Honbu Dojo in Ito, is lid van Nippon Karatedo Rengoukai en omdat deze lid is van de Japan Karatedo Federation (JKF), is de Japanse tak van Genseiryu dat ook.
In 2003 kwamen vele Genseiryu karate-instructeurs van over de gehele wereld bij elkaar in Spanje voor een centrale vergadering, gehouden door de WGKF. Op deze vergadering hebben zij allen een overeenkomst ondertekend, waarin zij verklaren het eerste boek van sensei Shukumine, "Shin Karate-do Kyohan", te zullen volgen als leidraad voor hun stijl.
Vooral de basis-kata Ten-i, Chi-i and Jin-i no kata worden door deze organisatie gezien als belangrijke kata, omdat deze de karateka voorbereiden op de gevorderde kata sansai. Sommige Genseiryu-instructeurs kozen ervoor om ook andere kata te onderwijzen, naast de genoemde kata, maar zij verwerpen niet de originele kata uit het boek, die zo karakteristiek zijn voor de stijl. Dus zij instrueren nog steeds Ten-Chi-Jin. Het staat vrij om les te geven in andere kata van andere stijlen, maar om het Genseiryu "origineel" te houden, mag volgens de WGKF niet worden afgeweken van het genoemde boek. In een ander boek van sensei Shukumine, "Taido Gairon", merkte hij zelfs nog eens op dat zijn eerste boek was geschreven voor volgers van genseiryu die hiermee door wensten te gaan (en dus niet wensten om taido te gaan instrueren). Er zijn enkele afgeleide stijlen die dat echter wel doen, zoals Butokukai en Genwakai. Zij hebben het karate veranderd naar hun eigen ideeën en inzichten en zo een nieuwe karatestijl gecreëerd die dan ook Butokukai en Genwakai genoemd worden.
Overigens, heeft de Japan Karatedo Federation (JKF) officieel de kata sansai gekeurd, als shitei kata van het het genseiryu karate. Shitei wil zeggen 'verplicht'. Iedere stijl heeft vele kata (soms wel meer dan 20 kata), maar in kata-wedstrijden kan niet ieder kata als verplicht onderdeel worden opgenomen. Zo heeft iedere stijl enkele kata die een verplicht onderdeel vormen van een kata-wedstrijd. In Japan is dat voor Genseiryu de kata Sansai. In Nederland heeft de Karatebond Nederland (KBN) naast de kata Sansai ook de Chi-i-no kata goedgekeurd als shitei kata.

## Geschiedenis van Genseiryu ten aanzien van de WGKF
In 1962 introduceerde sensei Seiken Shukumine een nieuwe vechtkunst dat hij Taido noemde. Het is een verdere ontwikkeling van genseiryu en wordt niet beschouwd als karate, maar als een nieuwe vechtkunst. Vanaf dat moment was sensei Shukumine hoofdzakelijk bezig met taido en veel van zijn leerlingen volgden hem in deze nieuwe stijl. Met de mensen die wél genseiryu bleven trainen, onderhield sensei Shukumine een vriendschappelijke relatie. Ook bleef hij betrokken bij het Genseiryu, al was het maar incidenteel. Zo benoemde hij enkele malen een hoofdinstructeur voor het Genseiryu Karatedo, schreef hij enkele boeken en gaf incidenteel een genseiryu-les of nam examens af van hoog-gegradueerde genseiryu-instructeurs.
In 1964 publiceerde sensei Shukumine zijn boek "Shin Karatedo Kyohan", het eerste boek dat ooit geschreven werd over genseiryu karate. In dit boek beschrijft hij technieken die worden toegepast in Genseiryu. Ook beschrijft hij zeer uitvoerig (met plaatjes) enkele kata die behoren tot het originele genseiryu: Ten-I, Chi-I, Jin-i-no kata en Sansai. Sensei Shukumine heeft de relevantie van deze kata nog eens benadrukt in een open brief die hij schreef kort voor zijn dood.
Halverwege de jaren 70 schreef sensei Shukumine een ander boek over Genseiryu karate: "The Karate training by complete drawing". Het omvat ca. 200 pagina's, waarin hij Genseiryu karate-technieken beschrijft. Ook beschrijft hij de verschillen tussen karate en judo, karate en aikido, karate en taido, enz.